# Kirk Ness

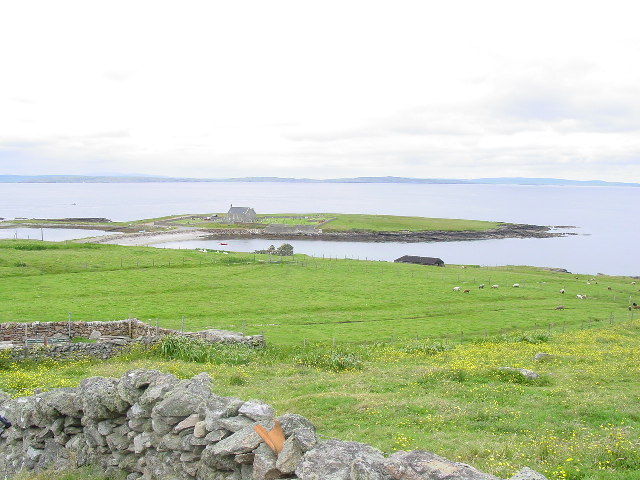
Blick von Südosten auf Kirk Ness

Kirk Ness ist eine unbewohnte Halbinsel im Nordwesten der zu den schottischen Shetlands zählenden Insel Whalsay. Seeseitig ragt sie in den nördlichen Teil des Linga Sound, der Whalsay von der Insel West Linga trennt. Mit Whalsay ist sie durch einen Tombolo verbunden, daran angrenzend erstreckt sich die Ortschaft Brough. Die östliche Begrenzung bildet die Bucht North Voe of Brough. Südwestlich liegt mit Suther Ness eine weitere Halbinsel, beide werden durch die Bucht Houb getrennt.
Der Name verweist auf die auf ihr gelegene, von einem Friedhof umgebene Pfarrkirche von Whalsay. Diese ist als Listed Building der Kategorie B ausgewiesen und steht somit unter Denkmalschutz. Ness steht als Namensbezeichnung in Schottland für ein hervorspringendes Stück Land, beispielsweise eine Landzunge.